# Duarte Barbosa

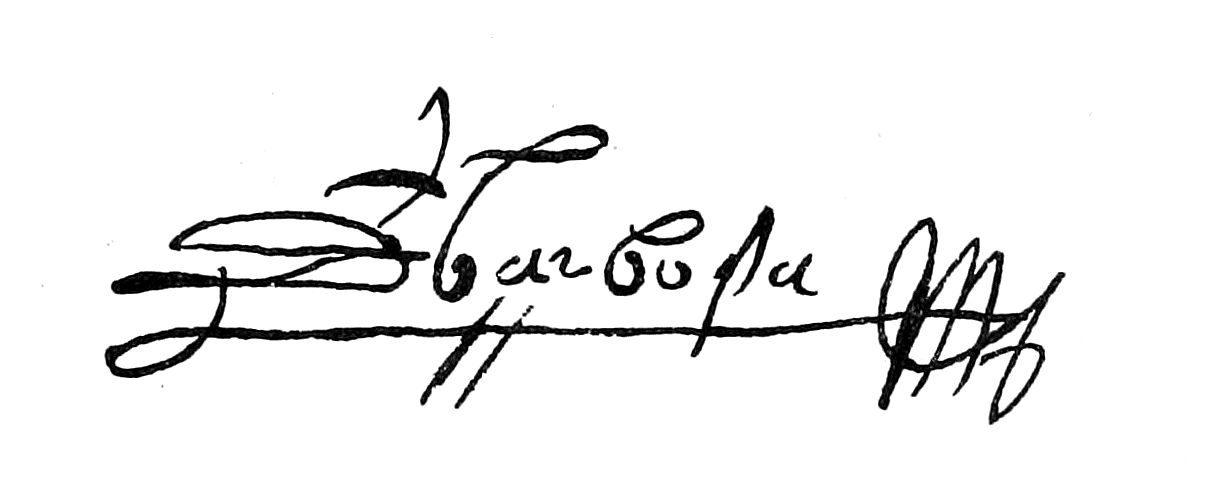
Duarte Barbosas Unterschrift

Duarte Barbosa (* um 1480 in Lissabon; † 1. Mai 1521 auf Mactan, Philippinen) war ein portugiesischer Forscher und Schriftsteller, der auch an der ersten Erdumsegelung unter seinem Schwager Ferdinand Magellan teilnahm. Zunächst königlich angestellter Schreiber und Dolmetscher in einer portugiesischen Faktorei in Kerala, brachte er um 1516 eine der ersten detaillierten geographischen und ethnographischen Landeskunden Portugiesisch-Indiens heraus.

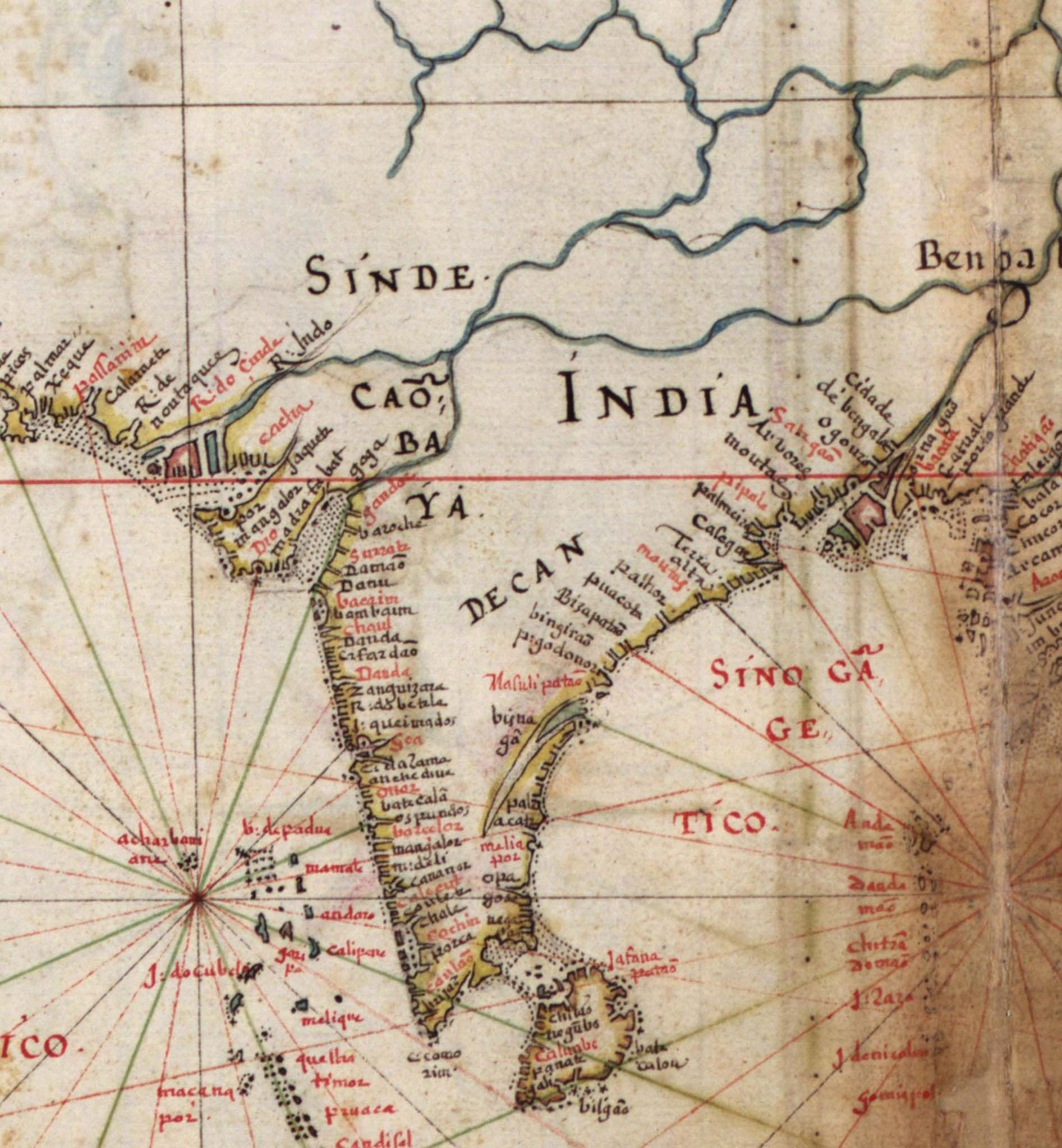
Karte Portugiesisch-Indiens aus dem Jahr 1630

## Herkunft und Familie
Duarte Barbosa entstammte einer angesehenen, aber nicht adligen Familie. Barbosas Vater Diogo Barbosa diente der Familie der Herzoge von Bragança, insbesondere dem Bruder des Herzogs, Álvaro de Braganza. 1501 ging Diogo Barbosa nach Portugiesisch-Indien (siehe Indienhandel), wo er im Auftrag von Álvaro de Braganza eine Unternehmung mit dem Florentiner Kaufmann und Sklavenhändler Bartolomeo Marchionni plante. Sein Sohn Duarte Barbosa war aller Wahrscheinlichkeit bereits ein Jahr zuvor, im Jahr 1500, mit seinem Onkel Gonçalo Gil Barbosa nach Indien gekommen. Der Onkel war mit der Flotte von Pedro Álvares Cabral gesegelt und schließlich in Cochin gelandet. Die Reiseroute von Álvares Cabral entlang der afrikanischen und persischen Küste entsprach den späteren Reisebeschreibungen Duarte Barbosas exakt. Der Onkel Gonçalo Gil Barbosa sollte als königlicher Beamter in der portugiesischen Faktorei in Cochin arbeiten, der für die Portugiesen wichtigsten Stadt in Kerala.

## Schreiber, königlicher Beamter, Dolmetscher und Forscher in Kerala
1502 wurde der Onkel nach Cannanore in Kerala versetzt, wo ebenfalls eine königliche Faktorei gegründet wurde. Duarte Barbosa begleitete seinen Onkel, wurde in der Faktorei als Schreiber angestellt und erlernte als einer der ersten Portugiesen Malayalam, die Hauptsprache in Kerala. Sein Sprachtalent und seine wissenschaftliche Gründlichkeit waren so groß, dass er es bald „besser als die Eingeborenen sprach“. In der Folge arbeitete er auch als Übersetzer, so zwischen dem Gouverneur Afonso de Albuquerque und dem Raja von Cannanore, und erforschte in ausführlichen Studien Kultur, Geschichte und Lebensgewohnheiten in Indien. 1514 war er als Übersetzer für den Gouverneur an der Aufgabe beteiligt, den König von Cochin zum Christentum zu bekehren. 1515 wurde er von Gouverneur de Albuquerque nach Calicut entsandt, um den Bau zweier mit Kanonen bestückten Schiffe für die schnellere Fahrt durch das Rote Meer zu beaufsichtigen.

## Das Buch von Duarte Barbosa
1516 kehrte Barbosa nach Portugal zurück und veröffentlichte dort seine Landeskunde und ausführliche Reisebeschreibungen unter dem Titel Livro de Duarte Barbosa (das Buch von Duarte Barbosa). Das mehrbändige Buch war lange nur durch die Ausschnitte und lobende Erwähnung bei Giovan Battista Ramusio bekannt. Erst Anfang des 19. Jahrhunderts wurde das Originalmanuskript auf einem untergegangenen Schiffswrack vor Portugal gefunden und 1812 von der Königlichen Akademie der Wissenschaften in Lissabon erneut veröffentlicht. Außerdem tauchten zwei frühe spanische Übersetzungen in Barcelona und München auf. 1865 wurde das Barcelona-Manuskript ins Englische übersetzt, 1918 besorgte Mansel Longworth Dames die gründliche Übersetzung des neu herausgegebenen portugiesischen Originalmanuskripts ins Englische. Die Bedeutung der Reiseberichte wurde lange unterschätzt. Barbosa war etwa der erste westliche Forscher, der ausführlich das Toleranzphänomen und Entzugssymptome bei Opiumsucht beschrieb.

## Sevilla
Duarte Barbosa fühlte sich durch den Vertreter des portugiesischen Gouverneurs in Cannanore ungerecht behandelt und um zugesagte Beförderungen gebracht. Nachdem auch eine Beschwerde direkt bei König Manuel I. nicht den gewünschten Erfolg brachte, ging Barbosa nach Sevilla. Hier sammelten sich bereits einige portugiesische Unzufriedene, darunter Ferdinand Magellan. Auch Barbosas Vater Diogo war ins Exil nach Sevilla gegangen, wo sein Herr Álvaro de Braganza sogar Bürgermeister wurde, nachdem die Familie Braganza in Portugal in Ungnade gefallen war. Wahrscheinlich gab es bereits vorher Kontakte zwischen den Familien Magalhães und Barbosa. Magellan heiratete jedenfalls Ende 1517 in Sevilla die Schwester von Barbosa, Beatríz, und wurde so Duarte Barbosas Schwager. Zwar glaubt der frühe Historiker João de Barros, dass es zwei Duarte Barbosas gab – den Beamten der Faktorei in Cannanore Duarte Barbosa, und den Schwager und Begleiter von Magellan Duarte Barbosa. Longworth Dames weist aber nach, dass die Mehrheit der Quellen die Identität des Autors mit dem Begleiter Magellans bestätigt und es dafür eindeutige Belege gibt.

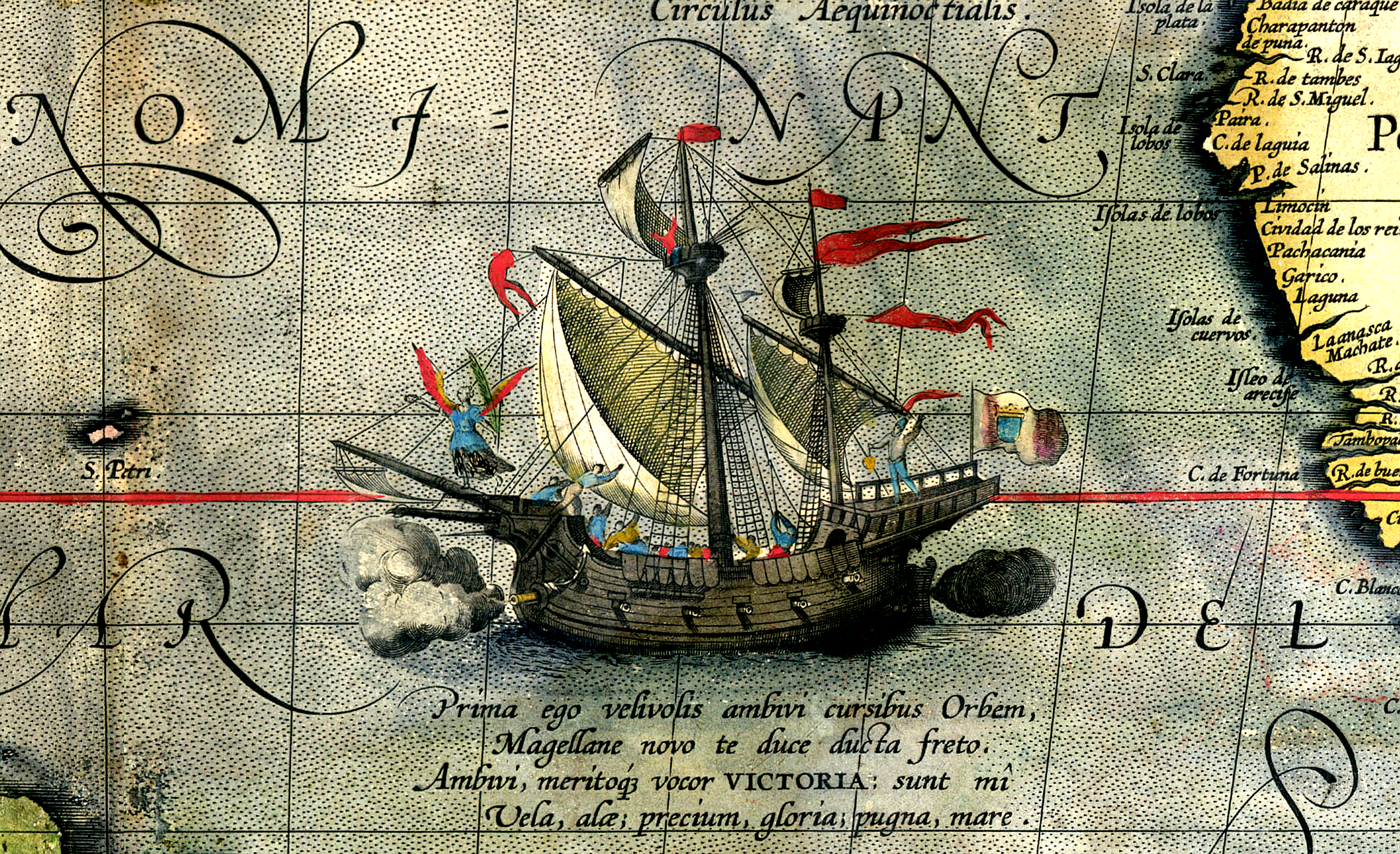
Magellans Schiff Victoria, Detail aus einer Weltkarte des Abraham Ortelius

## Die Fahrt mit Magellan
Die geplante erste Weltumseglung seines Schwagers Magellan muss für Duarte Barbosa eine große Chance gewesen sein, weitere Länder zu beschreiben. Bisher hatte er im Osten Asiens schon alle bisher bekannten Gebiete bis zu den Liu-Kiu-Inseln zwischen Taiwan und Japan beschrieben. Am 10. August 1519 stach Duarte Barbosa von Sevilla aus in See, zusammen mit dem ihm befreundeten João Serrão. Aus wissenschaftlicher Neugier entfernte er sich in Begleitung von Eingeborenen einige Male unerlaubterweise von der Expedition, zum Ärger Magellans, der Barbosa schließlich sogar arretieren ließ. Nachdem Barbosa aber am 2. April 1520 half, einen Aufstand im patagonischen Puerto San Julián zu befrieden, wurde er von Magellan zum Kapitän eines der Schiffe, der Victoria, ernannt.

## Magellans und Barbosas Tod
Nachdem Magellan ein Jahr später auf den Philippinen am 27. April 1521 bei der Schlacht von Macan getötet wurde, war Barbosa laut dem Bericht von Antonio Pigafetta einer der wenigen Überlebenden und wurde daraufhin mit João Serrão neuer Kommandant der Expedition. Er versuchte vergeblich, den Leichnam von Magellan zu bergen. Eine unglückliche Rolle spielte dabei der gefangene Sklave und Dolmetscher Enrique, ein Eingeborener aus Malakka. Enrique sollte laut Magellans letztem Willen seine Freiheit wiedererhalten, fürchtete aber, von Barbosa und João Serrão an Magellans Witwe übergeben zu werden. So verschwor er sich mit dem kurz zuvor als Don Carlos getauften Raja Humabon von Cebu, der die neuen Kommandanten zu einem Festmahl zu Ehren des spanischen Königs einlud. Während des Banketts am 1. Mai 1521 wurden Barbosa und viele andere Expeditionsteilnehmer getötet. João Serrão wurde als Geisel entführt und später von João Carvalho befreit. Enrique blieb verschwunden.